# Anàlit
En química analítica, un  anàlit  és el component (element, compost o ió) d'interès en la nostra mostra, ja que és la part que volem analitzar. L'anàlit és una espècie química que pot ser identificat i quantificat, és a dir, determinar-ne la quantitat i concentració en un procés de mesura química, constitueix un tipus particular de mesurable a la metrologia química.
Un  mesurable  és una magnitud. És la quantitat d'objecte de mesura, és a dir, la quantitat o concentració d'anàlit. El mesurable és una quantitat que se sotmet a una mesura en una comparació amb un patró que proporciona la informació requerida.
La quantitat  és l'atribut a un fenomen, objecte o substància que pot ser distingit qualitativament i determinat quantitativament.
L'objecte, és l'entitat que ha de descriure químicament a través dels resultats analítics. La seva interpretació constitueix el sistema del qual cal informació.
Les  mostres  constitueixen una part de l'objecte, és a dir, són parts representatives de l'objecte que han estat preses en l'espai i temps. Les mostres han de contenir el o les alíquotes d'interès i llavors són les mostres les que realment es sotmeten al procés analític.
L'objecte, la mostra, el mesurables i l'anàlit, pertanyen als  elements tangibles  de qualsevol problema analític, i aquests, en conjunt amb els  elements intangibles , són necessaris per a la definició i solució del problema analític. Els  elements intangibles  requereixen la planificació del disseny, l'evolució i la correcció.
La informació analítica que s'obté sobre l'anàlit en la mostra pot ser qualitativa (si l'anàlit està present o no en una determinada concentració en la mostra), quantitativa (la proporció en què es troba) i estructural.
L'anàlit que es determina en una mostra pot ser de naturalesa inorgànica, orgànica o bioquímica, i segons la seva concentració, es classifica com macrocomponents (més de l'1%), microcomponents (entre 0,01% i 0,1%) o traça (menys del 0,01%).
Per dur a terme l'anàlisi química de la mostra es poden utilitzar diferents mètodes com ara el Mètode electroanalític o un Mètode espectromètric